# Omer Bartov
Omer Bartov (* 1954) je izraelsko-americký historik. Zabývá se historií holokaustu a je považován za jednu z předních světových autorit v oblasti genocidy. Od roku 2000 vyučuje na Brownově univerzitě v americkém státě Rhode Island.

## Život
Omer Bartov se narodil v Ejn ha-Choreš v Izraeli. Jeho otec, Chanoch Bartov, byl spisovatel a novinář, jehož rodiče emigrovali do mandátní Palestiny z Polska ještě před tím, než se Chanoch narodil. Bartova matka emigrovala do mandátní Palestiny z města Buczacz v Polsku (nyní Bučač na Ukrajině) v polovině 30. let.
V roce 1973 bojoval Bartov v Jomkipurské válce. V roce 1976 utrpěl z nedbalosti velitele spolu s desítkou dalších vojáků těžké zranění při výcviku.
Bartov získal vzdělání na Telavivské univerzitě a doktorský titul na St. Antony's College v Oxfordu. Ve své doktorské práci se věnoval nacistické indoktrinaci německé armády a jejím zločinům na východní frontě ve druhé světové válce.

## Kariéra
Bartov vyučuje ve Spojených státech od roku 1989. V letech 1992 až 2000 učil na Rutgersově univerzitě v New Jersey. Poté přešel na Brownovu univerzitu. V roce 2005 byl zvolen členem Americké akademie umění a věd.
Jako historik je Bartov nejvíce znám studiemi německé armády za druhé světové války. Zpochybnil názor, že německá armáda byla apolitickou silou, která se jen málo zapojovala do válečných zločinů nebo zločinů proti lidskosti, a tvrdí, že pozemní vojsko Heer byla hluboce nacistická instituce, která sehrála klíčovou roli v holocaustu v okupovaných oblastech Sovětského svazu.

## Politické názory
V srpnu 2023 byl Bartov jedním z více než 1 500 amerických, izraelských, židovských a palestinských akademiků a osobností veřejného života, kteří podepsali otevřený dopis, v němž uvedli, že Izrael provozuje na okupovaných palestinských územích „režim apartheidu“ a vyzvali americké židovské skupiny, aby se vyslovily proti okupaci v Palestině.
V lednu 2024 Bartov uvedl, že během války mezi Izraelem a Hamásem Izrael vůči Palestincům v pásmu Gazy opakovaně vyjádřil genocidní záměr.

## Dílo
- The Eastern Front, 1941–1945: German Troops and the Barbarization of Warfare, Palgrave Macmillan, 2001
- Historians on the Eastern Front Andreas Hillgruber and Germany's Tragedy, pages 325–345 from Tel Aviver Jahrbuch für deutsche Geschichte, Volume 16, 1987
- Hitler's Army: Soldiers, Nazis, and War in the Third Reich, Oxford Paperbacks, 1992
- Hitlers Wehrmacht. Soldaten, Fanatismus und die Brutalisierung des Krieges. (German edition) ISBN 3-499-60793-X.
- Murder in Our Midst: The Holocaust, Industrial Killing, and Representation, Oxford University Press, 1996[13]
- Mirrors of Destruction: War, Genocide, and Modern Identity, Oxford University Press, 2002
- Germany's War and the Holocaust: Disputed Histories, Cornell University Press, 2003
- The "Jew" in Cinema: From The Golem to Don't Touch My Holocaust, Indiana University Press, 2005
- Erased: Vanishing Traces of Jewish Galicia in Present-Day Ukraine, Princeton University Press, 2007 (ISBN 978-0-691-13121-4). Paperback 2015 (ISBN 9780691166551).[14]
- Anatomy of a Genocide|Anatomy of a Genocide: The Life and Death of a Town Called Buczacz, Simon & Schuster, 2018
- The Butterfly and the Axe, Amsterdam Publishers, 2023

### Česky vyšlo
- Hitlerova armáda: vojáci, nacisté a válka ve Třetí říši, Naše vojsko, 2005, ISBN 80-206-0786-2